# D. B. Smith & Company
D. B. Smith & Company war ein US-amerikanischer Hersteller von Automobilen.

## Unternehmensgeschichte
Das Unternehmen hatte seinen Sitz in Utica im US-Bundesstaat New York. Zwischen 1901 und 1902 stellte es Automobile her. Die Markennamen lauteten Elite und Saratoga Tourist.

## Fahrzeuge

### Markenname Elite
Dies waren leichte Dampfwagen. Der Dampfmotor hatte zwei Zylinder. Er trieb über eine Kette die Hinterachse an. Die offene Karosserie bot Platz für zwei Personen. Die Fahrzeuge waren auffallend verziert, unter anderem mit einem Emblem, das einer Tiara ähnelte.

### Markenname Saratoga Tourist
Im Angebot standen Fahrzeuge mit Ottomotoren. Die Motorleistung war mit 12 PS angegeben.